# Bertil Hagman (jurist)
Carl Bertil Hagman, född 1 september 1923 i Östra Husby, död 2 september 2011 i Lidköping, var en svensk jurist som var lagman i Lidköpings tingsrätt från 1981 till 1984.
Hagman blev juris kandidat vid Uppsala universitet 1949 och genomförde sin tingstjänstgöring 1950–1952 innan han blev fiskal i hovrätten för Västra Sverige 1953. Han var tingsdomare i Kinnefjärdings, Kinne och Kållands domsaga 1964–1970, rådman i Lidköpings tingsrätt 1971–1981 och lagman där 1981–1984.
Hagman var son till inspektor Gösta Hagman och hans maka Ingeborg, född Orup. Han var från 1954 gift med Doris, född Claesson 1925.